# Cameron Kennedy
Cameron Kennedy (oktober 1993) is een Canadees acteur, bekend van zijn rol van Rory in My Babysitter's a Vampire.
Kennedy begon zijn acteercarrière als Zach in de film Toronto Stories uit 2008. In 2010 speelde hij Rory, een middelbareschoolleerling die te maken krijgt met bovennatuurlijke gebeurtenissen die in zijn stad plaatsvinden, in de televisiefilm My Babysitter's a Vampire. In 2011 werd er op basis van de film een televisieserie gemaakt met dezelfde naam, waarin hij wederom Rory speelde.
In datzelfde jaar speelde Kennedy een bijrol in de film Jesus Henry Christ. De film, die werd medegeproduceerd door Julia Roberts en haar zus, ging in première op het Tribeca Film Festival in het voorjaar van 2011. 
Naast zijn film- en televisierollen, heeft Kennedy ook gespeeld in diverse theaterproducties zoals A Midsummer Night's Dream en The Wizard of Oz. 